# 猫の子守唄
『猫の子守唄』（ねこのこもりうた、ロシア語: Колыбельные、フランス語: Berceuses du chat）は、イーゴリ・ストラヴィンスキーが1915年から1916年に作曲した歌曲集。コントラルトと3本のクラリネット（小クラリネット、クラリネットA管、バスクラリネット）のために作曲された4つの小曲から構成される。歌詞はロシア語で、1850年代のV・パセックによる「庶民の子守歌」という雑誌記事（後にキレーエフスキーの民謡集に収録）から取られたものだが、シャルル＝フェルディナン・ラミューズによるフランス語の訳詞の方が有名である。
なお『猫の子守唄』という題はフランス語訳に由来し、ロシア語の題は単に『子守歌』である。

## 概要
『猫の子守唄』は『プリバウトキ』（1914年作曲）と同時期に作曲され、1919年6月6日にウィーンにおいて初演された。2日後にアントン・ウェーベルンはアルバン・ベルクに宛てて、次のように書き送っている 。

## 楽曲構成
以下の4曲からなり、全曲を通して演奏しても4分とかからない。日本語の題はフランス語からの翻訳による。
1. 暖炉の上で Спи кот / Le Chat sur le poêle
2. 部屋の中 Кот на печи / Intérieur
3. ねんね Бай-бай / Dodo
4. 猫の飼い主 У кота кота / Ce qu'il a, le chat

## 参考書籍
- André Boucourechliev, Igor Stravinsky, Fayard, coll. « Les indispensables de la musique », France, 1982 (ISBN 2-213-02416-2).
- ロバート・クラフトの「ストラヴィンスキー全集」（Naxos 8.557505）の解説文より
- Richard Taruskin (1996). Stravinsky and the Russian Traditions: A Biography of the works through Mavra. 2. University of California Press. ISBN 0520070992